# امامزاده محمود روستای علوی
امامزاده محمود روستای علوی مربوط به دوره صفوی است و در شهرستان کاشان، ۴کیلومتری شرق مشهداردهال واقع شده و این اثر در تاریخ ۲۳ مرداد ۱۳۷۸ با شمارهٔ ثبت ۲۳۷۵ به‌عنوان یکی از آثار ملی ایران به ثبت رسیده است.